# Gare multimodale de Bouhinoun
La gare multimodale de Bouhinoun, aussi appelé nouvelle gare de Tizi Ouzou est une gare routière en correspondance avec la gare ferroviaire de Kef Naâdja à Tizi Ouzou.

## Historique
Le gare a été inauguré en 2010, les travaux ont été réalisés avec un coût de 90 milliards de dinars.

## Caractéristiques
La gare routière dispose de 20 quais.

## Lignes

### Urbain
Plusieurs opérateurs privés sont chargés du transport urbain de la ville de Tizi Ouzou.
La gare est connecté à une ligne géré par l'ETUSTO, reliant la gare routière à celle de Boukhalfa. Elle est le terminus de la ligne 9 de l'ETUSTO.

### Suburbain
La gare permet de se rendre aux agglomérations présents sur le chemin de wilaya 147, tel que Maâtkas, Souk El Thenine et Mechtras.

### Ouvrages
- Kahina GAHRAR et Malika AHMED ZAID (dir.), Transport interurbain et réseaux de villes : Cas de la ville de Tizi-Ouzou et Bejaia, Tizi Ouzou, Université Mouloud Mammeri de Tizi Ouzou, 2015 (lire en ligne), p. 48,49,105.